# Blue (film 2009)
Blue (hindi ब्लू tj. Niebieski) – bollywoodzka komedia kryminalna z 2009 roku. W rolach głównych Akshay Kumar, Sanjay Dutt, Lara Dutta i Zayed Khan. Reżyseria debiutant Anthony D’Souza - Muzyka - A.R. Rahman. W filmie występuje w piosence Kylie Minogue.

## Fabuła
Dwóch braci: Sameer, który woli, by mówić do niego Sam oraz Sagar nie widziało się od 5 lat. Sam zbuntowawszy się przeciwko starszemu brat wyjechał do Bangkoku, by żyć na własny rachunek. Zarabia zakładami, w których ryzykuje życiem w nielegalnych wyścigach motocyklowych i przyjmuje dwuznaczne prace bez pytania, o co chodzi, szczególnie, gdy pośrednikiem jest piękna dziewczyna. Jednak to ostatnie zlecenie może go kosztować życie i ścigany przez groźnych przestępców Sam szuka schronienia na wyspach Bahama u żyjącego z połowów brata. Osaczony długami u gangsterów próbuje namówić Sagara, by ten zaryzykował wyprawę do zatopionego statku, który kryje w sobie skarb, który po 1947 roku Brytyjczycy zdecydowali się oddać Indiom. Wspiera go w tych planach przyjaciel Sagara, Aarav Malhotra. Prześladowany jednak koszmarnymi wspomnieniami z przeszłości, leczący się z nich w szczęśliwym małżeństwie z Moną, Sagar nie chce podjąć się niebezpiecznego zadania. Pewnego dnia, gdy na wyspie pojawia się zagrażający życiu Sama gangster Gulshan, cała trójka zostaje zmuszona podjąć ryzyko podwodnej wyprawy....

## Obsada
Opracowano na podstawie materiału źródłowego.
- Zayed Khan – Sam
- Sanjay Dutt – Sagar
- Akshay Kumar – Aarav
- Lara Dutta – Mona
- Kabir Bedi – Kapitan Jagat Malhotra
- Katrina Kaif – Niki
- Rahul Dev – Gulshan

## Piosenki śpiewają
1. Aaj Dil Gustakh Hai(Sukhwinder Singh, Shreya Ghoshal
2. Rehnum (Sonu Nigam, Shreya Ghoshal)
3. Yaar Mila Tha.
4. Chiggy Wiggy (Kylie Minogie, Sonu Nigam).
5. Blue Theme (Blaaze, Raqeeb Aalam, Sonu Kakkar, Jaspreet Singh, Neha Kakkar, Dilshad).
6. Bhoola Tujhe (w tle tajlandzka plaża Phang-Nga śpiew - Rashid Ali)